# Course des pichous
La course des pichous est une course à pied de 15 km qui rallie les arrondissements de Jonquière et Chicoutimi à Saguenay.

## Description
L’épreuve se déroule tous les premiers samedis du mois de mars. Se tenant depuis 1969, l’organisation a fêté la tenue de la 45e édition de la course en 2014 et la 50e édition en 2019. La course fait partie du circuit régional de course de la « Coupe Autocar Jeannois » ainsi que du circuit provincial « Sports Experts Intersport ».
Chaque année, l'événement attire en moyenne 1000 participants, inscrits aux épreuves de course, de marche et jeunesse. L’événement est une des courses à pied les plus anciennes au Québec et une des plus courues de la région du Saguenay-Lac-Saint-Jean. 

## Histoire

### La course en pichous
Avant la structure organisée qu'on lui connait, la course faisait partie des nombreuses activités organisées lors du Carnaval Souvenir de Chicoutimi. Celles-ci incluaient la course des Portageurs (où les participants devaient parcourir la distance en transportant un sac de sable de 100, 50 ou 25 livres) et la course des portageurs de canots. Certains coureurs participaient à une course en raquettes de babiche, chaussés de Pichous (mocassins de cuir).
La course en raquettes se tenait sur des parcours à caractère historique, où la distance importait peu. Notamment, un parcours entre la cathédrale de Chicoutimi et l'église Sainte-Anne à Chicoutimi-Nord et un sur le site du chantier du Père Alex, situé à Chicoutimi-Nord ont déjà été courus. Les courses de raquettes ne sont cependant pas très populaires auprès des coureurs dans ces années-là. De plus, les participants n'apprécient pas beaucoup porter des pichous, dans lesquels l'eau s'infiltre. Au fil des années, l'organisation en viendra à privilégier les espadrilles aux pichous. La course conservera cependant son nom historique, en mémoire de sa version originale.

### La course sur route officielle
C'est en 1972-1973 que la course s'organise de façon officielle, à la demande des administrateurs du Carnaval Souvenir. C'est Paul-Henri Bergeron, directeur des services aux étudiants de l'Université du Québec à Chicoutimi (UQAC), qui en acceptera le mandat. Ce sont 19 coureurs et 2 coureuses qui prendront le départ, de l'hôtel de ville de Kénogami jusqu'à celui de Chicoutimi par le boulevard du Saguenay, soit une distance de 14.5 km. Le parcours changera lors des années suivantes, avant d'en prendre la forme qu'on lui connaît aujourd'hui.

### Circuit Loto-Québec
Au début des années 1980, l'engouement pour la course à pied est très fort au Québec. Celui-ci est le résultat de la présentation des Jeux olympiques d'été de Montréal (1976) ainsi que du Marathon de Montréal (1979). La société d'état Loto-Québec emboîte le pas et s'implique dans le financement d'une trentaine de courses, rassemblé sous l'enseigne d'un circuit de courses à provincial, le Circuit de Course à Pied Loto-Québec (ou Mini-Loto à partir de 1985). Parmi ces courses, on retrouve celle des pichous.
Le soutien financier de Loto-Québec favorise la participation de plusieurs des meilleurs coureurs et coureuses du Québec. Cette frénésie de la course se fait sentir dans les inscriptions, la course des pichous n'a jamais accueillit tant de participants. En 1983, s'établit un record de participation, 1256 finissants et 181 finissantes. Loto-Québec abandonne cependant son partenariat avec le circuit en 1989. La course des pichous sera tout de même, en 1990, l'hôte du dernier championnat Mini-Loto, le 7 octobre 1990. Avec la fin du circuit et la perte d'enjouement pour la course, les inscriptions connaissent un creux, mais la course subsiste.

### Circuit Provincial Sports Experts
La course des pichous était traditionnellement associée au Carnaval Souvenir de Chicoutimi, et se tenait le 3e samedi de février. En 2006, le Carnaval fait place aux Hivernades de Chicoutimi et la course se déplace officiellement le premier samedi de mars. L'année 2006 correspond aussi à la création d'un nouveau circuit de course provinciale, le Circuit Provincial Sports-Experts Intersport, dont la course des pichous est la première épreuve de la saison. La combinaison de cette nouvelle collaboration et le regain de popularité de la course à pied au Québec font grimper les inscriptions. En 2014, la course établit un nouveau record d'achalandage, plus de 1600 participants.

## Palmarès

### Record de parcours
Homme: Phillippe Laheurte - 44 min 21 s (1987)
Femme: Ellen Rochefort - 49 min 59 s (1987)

### Hommes
| Années | Gagnant                 | Ville                    | Club                      | Temps           |
| ------ | ----------------------- | ------------------------ | ------------------------- | --------------- |
| 1973   | Raymond Imbeault        |                          |                           | 0 h 56 min 40 s |
| 1974   | Patrick Montuoro        | Chicoutimi               |                           | 0 h 52 min 47 s |
| 1975   | Patrick Montuoro        | Chicoutimi               |                           | 0 h 49 min 30 s |
| 1976   | Patrick Montuoro        | Chicoutimi               |                           | 0 h 47 min 45 s |
| 1977   | Patrick Montuoro        | Chicoutimi               |                           | 0 h 46 min 54 s |
| 1978   | Patrick Montuoro        | Chicoutimi               | Cégep Chicoutimi          | 0 h 46 min 09 s |
| 1979   | Richard Chouinard       | Ste-Foy                  | Centaures                 | 0 h 46 min 55 s |
| 1980   | Patrick Montuoro        | Chicoutimi               | Cégep Chicoutimi          | 0 h 47 min 07 s |
| 1981   | Phillippe Laheurte      | Montréal                 | Régina-Mundi              | 0 h 44 min 40 s |
| 1982   | Guy Racine              | La Baie                  | Forces armées canadiennes | 0 h 45 min 25 s |
| 1983   | Phillippe Laheurte      | Montréal                 | Régina-Mundi              | 0 h 44 min 58 s |
| 1984   | Phillippe Laheurte      | Montréal                 | Régina-Mundi              | 0 h 48 min 23 s |
| 1985   | Phillippe Laheurte      | Montréal                 | Régina-Mundi              | 0 h 45 min 52 s |
| 1986   | Rhéal Desjardins        | Montréal                 | Régina-Mundi              | 0 h 45 min 58 s |
| 1987   | Phillippe Laheurte      | Montréal                 | Régina-Mundi              | 0 h 44 min 21 s |
| 1988   | Phillippe Laheurte      | Montréal                 | Régina-Mundi              | 0 h 47 min 51 s |
| 1989   | Phillippe Laheurte      | Montréal                 | Régina-Mundi              | 0 h 45 min 46 s |
| 1990   | Phillippe Laheurte      | Montréal                 | Régina-Mundi              | 0 h 46 min 19 s |
| 1991   | Dorys Langlois          | St-Liguori               | Montréal Olympique        | 0 h 46 min 44 s |
| 1992   | Robert Couture          | St-Georges               | Université Laval          | 0 h 52 min 07 s |
| 1993   | Dorys Langlois          | St-Liguori               |                           | 0 h 46 min 45 s |
| 1994   | Claude Chabot           | Ste-Foy                  | La Foulée                 | 0 h 48 min 08 s |
| 1995   |                         |                          |                           |                 |
| 1996   | Patrick Bilette         | Longueuil                | Montréal Olympique        | 0 h 46 min 35 s |
| 1997   | Dorys Langlois          | St-Liguori               | Montréal Olympique        | 0 h 59 min 29 s |
| 1998   | Mario Cormier           | Charlesbourg             | La Foulée                 | 0 h 46 min 42 s |
| 1999   | Mario Cormier           | Charlesbourg             | La Foulée                 | 0 h 46 min 27 s |
| 2000   | Miguel Sanchez          | Lévis                    | Université Laval          | 0 h 49 min 27 s |
| 2001   | Denis Cloutier          | Loretteville             | Université Laval          | 0 h 48 min 00 s |
| 2002   | Miguel Sanchez          | Lévis                    | Université Laval          | 0 h 48 min 48 s |
| 2003   | Guillaume Roy           | St-Prosper               | Université Laval          | 0 h 50 min 38 s |
| 2004   | Terry Gehl              | St-Charles Borromée      | Vainqueurs                | 0 h 56 min 08 s |
| 2005   | Terry Gehl              | St-Charles Borromée      | Vainqueurs                | 0 h 51 min 49 s |
| 2006   | Daniel Blouin           | Québec                   | La Foulée                 | 0 h 47 min 26 s |
| 2007   | Baghdad Rachem          | Montréal                 | Racing                    | 0 h 47 min 50 s |
| 2008   | Daniel Blouin           | Québec                   | La Foulée                 | 0 h 48 min 09 s |
| 2009   | Terry Gehl              | St-Charles-sur-Richelieu | Vainqueurs                | 0 h 47 min 56 s |
| 2010   | Baghdad Rachem          | Montréal                 | Enduromax                 | 0 h 45 min 51 s |
| 2011   | Terry Gehl              | St-Charles-sur-Richelieu | Vainqueurs                | 0 h 53 min 50 s |
| 2012   | Terry Gehl              | St-Charles-sur-Richelieu | Vainqueurs                | 0 h 48 min 11 s |
| 2013   | Christian Mercier       | Québec                   | Mizuno                    | 0 h 47 min 58 s |
| 2014   | Baghdad Rachem          | Verdun                   | Enduromax                 | 0 h 46 min 48 s |
| 2015   | Jonathan Tedeschi       | Montréal                 | Vainqueurs                | 0 h 48 min 14 s |
| 2016   | Anthony Larouche        | Québec                   | Université Laval          | 0 h 49 min 16 s |
| 2017   | Alexandre Ricard        | Québec                   | Running Room              | 0 h 47 min 26 s |
| 2018   | Alexandre Ricard        | Victoriaville            | Running Room              | 0 h 47 min 29 s |
| 2019   | Alexis Lavoie-Gilbert   | Québec                   | Université Laval          | 0 h 45 min 41 s |
| 2022   | Marc-Antoine Senneville | Trois-Rivières           | Zénix De La Mauricie      | 0 h 45 min 24 s |
| 2023   | Thomas Fafard           | Repentigny               | Aucun club assigné        | 0 h 44 min 13 s |
| 2024   | Félix Bédard            | Alma                     | Aucun club assigné        | 0 h 44 min 13 s |
| 2025   | Pierre-Yves Normandin   | Jonquière                | Aucun club assignée       | 0 h 45 min 18 s |

### Femmes
| Années | Gagnante                   | Ville                 | Club               | Temps           |
| ------ | -------------------------- | --------------------- | ------------------ | --------------- |
| 1973   | Esther Bergeron            |                       |                    | 1 h 11 min 00 s |
| 1974   | Lise Demers                | Jonquière             |                    | 1 h 01 min 56 s |
| 1975   | Esther Bergeron            | Chicoutimi            |                    | 1 h 07 min 00 s |
| 1976   | Esther Bergeron            | Chicoutimi            |                    | 1 h 03 min 47 s |
| 1977   | Lise Bouchard              | Dolbeau               |                    | 1 h 01 min 44 s |
| 1978   | Lise Bouchard              | Dolbeau               | Dolbeau            | 0 h 58 min 30 s |
| 1979   | Francine Jobin             | Loretteville          | Centaures          | 0 h 58 min 33 s |
| 1980   | Anne Savary                | Chicoutimi            | Citadelle          | 0 h 57 min 15 s |
| 1981   | Lise Bouchard              | Montréal              | Régina-Mundi       | 0 h 55 min 46 s |
| 1982   | Ellen Rochefort            | Québec                | Centaures          | 0 h 55 min 10 s |
| 1983   | Lizanne Bussières          | Montréal              | Régina-Mundi       | 0 h 51 min 06 s |
| 1984   | Édith Harvey               | Alma                  | Jeannois           | 0 h 56 min 54 s |
| 1985   | Odette Lapierre            | Beaupré               | Triaste            | 0 h 52 min 02 s |
| 1986   | Odette Lapierre            | Ste-Thérèse Beauport  | Triaste de l'U.L.  | 0 h 51 min 03 s |
| 1987   | Ellen Rochefort            | Ste-Foy               | La Foulée          | 0 h 49 min 59 s |
| 1988   | Odette Lapierre            | Ste-Thérèse Beauport  | Triaste de l'U.L.  | 0 h 53 min 09 s |
| 1989   | Françoise Garceau          | Berthier              | Triaste de l'U.L.  | 0 h 52 min 46 s |
| 1990   | Carole Rouillard           | Beauport              | Montréal Olympique | 0 h 51 min 37 s |
| 1991   | Odette Lapierre            | Beauport              | Rouge et Or U.L.   | 0 h 53 min 49 s |
| 1992   | Odette Lapierre            | Joliette              | Université Laval   | 0 h 55 min 11 s |
| 1993   | Chantale Mercier           | Ste-Foy               | Pieds Marathon     | 0 h 59 min 01 s |
| 1994   | France Levasseur           | Ste-Foy               | La Foulée          | 0 h 55 min 28 s |
| 1995   |                            |                       |                    |                 |
| 1996   | Chantale Mercier           | Joliette              |                    | 0 h 58 min 22 s |
| 1997   | Isabelle Ledroit           | Boucherville          | Vainqueurs         | 1 h 03 min 33 s |
| 1998   | Valérie St-Martin          | Québec                | La Foulée          | 0 h 57 min 56 s |
| 1999   | Karine Lefebvre            | Alma                  | Jeannois           | 0 h 56 min 22 s |
| 2000   | Sylvian & Patricia Puntous | Montréal              | Antilopes          | 0 h 58 min 20 s |
| 2001   | Véronique Goulet           | St-Augustin           | Saglac             | 0 h 59 min 58 s |
| 2002   | Lyne Girard                | Jonquière             | Jakours            | 1 h 00 min 30 s |
| 2003   | Karine Lefebvre            | Alma                  | Jeannois           | 1 h 00 min 01 s |
| 2004   | Marie-Caroline Côté        | Alma                  | Jeannois           | 1 h 03 min 06 s |
| 2005   | Karine Lefebvre            | Alma                  | Jeannois           | 0 h 59 min 47 s |
| 2006   | Isabelle Ledroit           | Montréal              | Vainqueurs         | 0 h 54 min 42 s |
| 2007   | Karine Lefebvre            | Québec                | Rouge et Or U.L.   | 0 h 59 min 17 s |
| 2008   | Karine Lefebvre            | Lac Beauport          | Équipe Brooks      | 0 h 57 min 00 s |
| 2009   | Myriam Grenon              | Longueuil             | Vainqueurs         | 0 h 56 min 05 s |
| 2010   | Valérie Bélanger           | Chicoutimi            | Saglac             | 0 h 53 min 25 s |
| 2011   | Myriam Grenon              | Longueuil             |                    | 1 h 03 min 01 s |
| 2012   | Myriam Grenon              | Longueuil             | Vainqueurs         | 0 h 55 min 32 s |
| 2013   | Nadia Bolduc               | Chicoutimi            | VO2                | 0 h 55 min 12 s |
| 2014   | Marilou Ferland-Daigle     | Québec                |                    | 0 h 56 min 41 s |
| 2015   | Mélissa Chénard            | Québec                | Coureur Nordique   | 0 h 56 min 17 s |
| 2016   | Lynda Gingras              | Québec                | Ultra Violet       | 0 h 56 min 22 s |
| 2017   | Lynda Gingras              | Chicoutimi            | Ultra Violet       | 0 h 55 min 59 s |
| 2018   | Nadia Bolduc               | Chicoutimi            | Vo2-Inuk           | 0 h 55 min 37 s |
| 2019   | Laurence Bouchard          | Alma                  |                    | 0 h 55 min 40 s |
| 2022   | Anne-Marie Comeau          | St-Férréol-Les-Neiges | CAUL               | 0 h 51 min 35 s |
| 2023   | Caroline Pomerleau         | Québec                | Aucun club assigné | 0 h 49 min 55 s |
| 2024   | Élisa Morin                | Montréal              | Club 3d            | 0 h 55 min 47 s |
| 2025   | Bianca Prémont             | Montréal              | Aucun club assigné | 0 h 51 min 40 s |

## Faits divers
- L'année 2000 marque une victoire inusitée chez les femmes. Les jumelles Sylviane et Patricia Puntous franchissent la ligne d'arrivée en même temps. Les sœurs Puntous sont reconnues pour leur performance aux Championnats du monde Ironman à Hawaï.